# Anthogonium
Anthogonium, monotipski rod kaćunovki u potporodici Epidendroideae, dio tribusa Arethuseae. Jedina vrsta je A. gracile na istočnim Himalajama i na istok do južne Kine i Indokine. Odlikuje se pseudobulbama (lažnim lukovicama) djelomičnom ukpopanim u tlo koja im služi za skladištenje vode i hranjivih sastojaka. Na Himalajama rastu kao litofiti.

## Sinonimi
- Anthogonium corydaloides Schltr.
- Anthogonium griffithii Rchb.f.